# Championnat du Turkménistan de football 1992
Navigation
Saison 1993
La saison 1992 du Championnat du Turkménistan de football est la toute première édition de la première division au Turkménistan. La compétition regroupe quinze clubs, auparavant engagés dans les différentes divisions des championnats soviétiques, qui s'affrontent deux fois, à domicile et à l'extérieur. À l'issue de la saison, afin de permettre le passage du championnat à 10 clubs, les cinq derniers du classement sont relégués et il n'y a pas de promotion.
C'est le club de Köpetdag Achgabat qui remporte la compétition cette saison après avoir terminé en tête du classement final, avec sept points d'avance sur Nebitçi Nebitdag et huit sur le FK Ahal Akdasayak (qui déclare forfait pour la saison suivante). C'est le tout premier titre de champion du Turkménistan de l'histoire du club.

## Les clubs participants
| - Köpetdag Achgabat - Nebitçi Nebitdag - FK Ahal Akdasayak - Merw Mary - Sport Buzmeyin - Hazar Krasnowodsk - Arlan Nebitdag - TSHT Achgabat | - Lebap Tchardjou - Kolhozçy Türkmengala - Zarya-MALS Dashoguz - Bereket Tejen - Jeyhun Seydi - Arkac Gyzylarbat - Umyt Bayramaly |

## Compétition
Le barème de points servant à établir le classement se décompose ainsi :
- Victoire : 2 points
- Match nul : 1 point
- Défaite : 0 point

### Classement
| Rang | Équipe               | Pts | J  | G  | N | P  | Bp  | Bc  | Diff |
| ---- | -------------------- | --- | -- | -- | - | -- | --- | --- | ---- |
| 1    | Köpetdag Achgabat    | 54  | 28 | 27 | 0 | 1  | 151 | 8   | +143 |
| 2    | Nebitçi Nebitdag     | 47  | 28 | 22 | 3 | 3  | 96  | 12  | +84  |
| 3    | FK Ahal Akdaşaýak    | 46  | 28 | 22 | 2 | 4  | 103 | 16  | +87  |
| 4    | Merw Mary            | 41  | 28 | 18 | 5 | 5  | 67  | 18  | +49  |
| 5    | Sport Buzmeyin       | 37  | 28 | 16 | 5 | 7  | 63  | 55  | +8   |
| 6    | Hazar Krasnowodsk    | 35  | 28 | 15 | 5 | 8  | 35  | 31  | +4   |
| 7    | Arlan Nebitdag       | 34  | 28 | 13 | 8 | 7  | 37  | 35  | +2   |
| 8    | TSHT Achgabat        | 33  | 28 | 16 | 1 | 11 | 69  | 37  | +32  |
| 9    | Lebap Tchardjou      | 23  | 28 | 9  | 5 | 14 | 30  | 38  | -8   |
| 10   | Kolhozçy Türkmengala | 19  | 28 | 8  | 3 | 17 | 30  | 62  | -32  |
| 11   | Zarya-MALS Dashoguz  | 14  | 28 | 6  | 2 | 20 | 20  | 70  | -50  |
| 12   | Bereket Tejen        | 13  | 28 | 5  | 3 | 20 | 22  | 85  | -63  |
| 13   | Jeýhun Seýdi         | 11  | 28 | 5  | 1 | 22 | 20  | 122 | -102 |
| 14   | Arkaç Gyzylarbat     | 10  | 28 | 5  | 0 | 23 | 14  | 123 | -109 |
| 15   | Umyt Baýramaly       | 3   | 28 | 1  | 1 | 26 | 15  | 64  | -49  |

|  | Champion du Turkménistan 1992                 |
|  | Relégation en deuxième division               |
|  | Retrait du championnat à l'issue de la saison |

## Bilan de la saison
| Championnat du Turkménistan de football 1992                             |                               |
| Champion                                                                 | Köpetdag Achgabat (1er titre) |
| Coupes et trophées                                                       |                               |
| Vainqueur de la Coupe du Turkménistan 1992                               | Non disputée                  |
| Qualifications continentales                                             |                               |
| Coupe d'Asie des clubs champions 1993-1994                               | Aucun                         |
| Coupe des Coupes 1993-1994                                               | Aucun                         |
| Promotions et relégations                                                |                               |
| Promus en Yokary Liga                                                    | Aucun                         |
| Relégués en Championnat du Turkménistan de football de deuxième division | FK Ahal Akdasayk (forfait)    |
| Relégués en Championnat du Turkménistan de football de deuxième division | Bereket Tejen                 |
| Relégués en Championnat du Turkménistan de football de deuxième division | Jeyhun Seydi                  |
| Relégués en Championnat du Turkménistan de football de deuxième division | Arkac Gyzylarbat              |
| Relégués en Championnat du Turkménistan de football de deuxième division | Umyt Bayramaly                |